# Philus rufescens
Philus rufescens is een keversoort uit de familie Vesperidae. De wetenschappelijke naam van de soort werd in 1866 gepubliceerd door Francis Polkinghorne Pascoe.